# Holger Thamm
Holger Thamm (* 2. August 1969) ist ein ehemaliger deutscher Basketballspieler.

## Laufbahn
Thamm spielte in der Jugendabteilung des Post SV Osnabrück, von 1990 bis 1992 stand der 1,98 Meter große Flügelspieler in Diensten des Bundesligisten TuS Bramsche, spielte anschließend für die BG Braunschweig, den Zweitligisten Osnabrücker BV sowie von 1996 bis 2002 für den TSV Quakenbrück (ebenfalls in der 2. Basketball-Bundesliga).
Nach der Leistungssportkarriere blieb er dem Basketball im Altherrenbereich als Spieler des TV Georgsmarienhütte treu.